# Хусум (Нинбург)
Хусум (њем. Husum) општина је у њемачкој савезној држави Доња Саксонија. Једно је од 36 општинских средишта округа Нинбург (Везер). Према процјени из 2010. у општини је живјело 2.114 становника. Посједује регионалну шифру (AGS) 3256016.

## Географски и демографски подаци
Хусум се налази у савезној држави Доња Саксонија у округу Нинбург (Везер). Општина се налази на надморској висини од 44 метра. Површина општине износи 39,8 km². У самом мјесту је, према процјени из 2010. године, живјело 2.114 становника. Просјечна густина становништва износи 53 становника/km².